# Curt Wittje
Curt Wittje, mera sällan Kurt Wittje, född 2 oktober 1894 i Wandsbek, död 16 mars 1947 i Tjeckoslovakien, var en tysk SS-Gruppenführer. Han var riksdagsledamot och 1934–1935 chef för SS-Hauptamt. Wittje uteslöts ur SS år 1938 på grund av homosexuella handlingar.